# هاملز وارف (پنسیلوانیا)
هاملز وارف (به انگلیسی: Hummels Wharf) یک منطقهٔ مسکونی در ایالات متحده آمریکا است که در شهرستان اسنایدر، پنسیلوانیا واقع شده‌است. هاملز وارف ۰٫۷ کیلومتر مربع مساحت و ۶۴۱ نفر جمعیت دارد.